# Alopia meschendorferi
Alopia meschendorferi is een slakkensoort uit de familie van de Clausiliidae. De wetenschappelijke naam van de soort is voor het eerst geldig gepubliceerd in 1858 door E.A. Bielz.